# Tarcasso
Tarcasso ou Taracasso é uma vila na comuna rural de Missiricoro, na circunscrição de Sicasso, na região de Sicasso.

## História
Em 1854, o fama Daulá Traoré (r. 1845–1860) do Reino de Quenedugu, ao ser ameaçado por Pigueba Uatara do Império de Congue, fugiu de Natié para Tarcasso, próximo de Caboila, onde alguns guerreiros de Natié uniram-se a ele. Os soldados de Tarcasso e Natié marcharam com ele contra Fincolo, onde Pigueba estava estacionado, e derrotam-o. Décadas depois, ao comentar sobre algumas localidades do já extinto Quenedugu, o governador Par A. Colheaux menciona que houve um tempo em que sacrifícios humanos estavam em voga em Tarcasso.